# Кастелиналдо
Кастелиналдо (итал. Castellinaldo) је насеље у Италији у округу Кунео, региону Пијемонт.
Према процени из 2011. у насељу је живело 711 становника. Насеље се налази на надморској висини од 275 м.

## Становништво
| 1936. | 1951. | 1961. | 1971. | 1981. | 1991. | 2001. | 2011. |
| ----- | ----- | ----- | ----- | ----- | ----- | ----- | ----- |
| 1.475 | 1.277 | 1.041 | 893   | 814   | 783   | 858   | 897   |